# Виленский, Зиновий Моисеевич
Зиновий (Залман) Моисеевич Ви́ленский (3 [15] октября 1899, Корюковка — 13 октября 1984, Москва) — советский скульптор-портретист. Народный художник СССР (1980). Лауреат Сталинской премии второй степени (1948).

## Биография
Родился 3 (15) октября 1899 года в селе Корюковка (Черниговская губерния, Российская империя).
Учился на живописном отделении Киевского художественного училища (1914—1919) у Ф. Г. Кричевского, В. К. Менка, Н. И. Струнникова.
Окончил ВХУТЕИН (ВХУТЕМАС) (1922—1928), учился у И. С. Ефимова, И. М. Чайкова. Посещал мастерскую Р. Р. Фалька в Москве. В 1928 выполнил дипломную работу — композиции «Шаг революции» и «Портрет юноши».
Работал в жанре монументальной скульптуры и скульптурного портрета. Для его творчества характерны мастерская передача индивидуальных особенностей модели, тщательная моделировка, использование выразительных возможностей естественной фактуры материала.
С 1931 года — участник выставок:
- «Антиимпериалистическая выставка, посвященная Международному Красному дню» в Москве.

В 1941—1943 годах был эвакуирован в Чёрмоз Молотовской области.
Умер 13 октября 1984 года в Москве. Похоронен на Кунцевском кладбище.

## Членство в организациях
Член-корреспондент АХ СССР (1954).
Член Общества московских художников, общества РОСТ, АХРР — АХР. Член МОССХ (МССХ — МОСХ). Член ОСТ (до 1932). Член Союза художников СССР (1932).

## Награды и звания
- Заслуженный деятель искусств РСФСР (1959)
- Народный художник РСФСР (1969)
- Народный художник СССР (1980)[1]
- Сталинская премия второй степени (1948) — за скульптурный портрет П. И. Чайковского (1947)
- Орден Трудового Красного Знамени (1974)
- Золотая медаль АХ СССР (1974).

## Творчество
Памятники

Бюст Семёновой Н. М.

Памятник на могиле В. И. Вернадского, Новодевичье кладбище

- типовой памятник С. М. Кирову в Ростове-на-Дону (вероятно прототип), Ачинске, Боровичах, Казани, Калуге (в 1947 году была заменена другой фигурой С. Кирова), пгт. Кировский, Кирове, Копейске, Луге (уничтожен немцами в 1941 году), Мурманске, Новой Ладоге (ошибочно приписываемый Н. В. Томскому), Омске на территории аграрного университета (требует реставрации; в настоящее время закрыт коробом), Нижнем Новгороде на Кружковой улице, Санкт-Петербурге (у входа на стадион «Динамо», не сохранился).
- памятник В. И. Ленину в Сочи (1957; бронза)

Скульптурные портреты
- К. Н. Игумнов (1939; гипс, ГТГ)
- И. Х. Михайличенко (1948—1949; бронза, посёлок Алмазный Луганской области)
- П. И. Чайковский (1947; мрамор, ГТГ)
- С. А. Лавочкин (1946, гипс, НММ Н. Е. Жуковского)
- С. А. Лавочкин (1947; мрамор, ГТГ)
- С. Е. Артёменко (1948; бронза, село Расулово Одесской области)
- С. А. Чаплыгин (1950; гипс, НММ Н. Е. Жуковского)
- М. В. Фрунзе (1959, бронза, улица Знаменка в Москве)
- Б. Рассел (1966; бронза)
- М. М. Громов (1970; бронза)
- И. Ф. Петров (1970, гипс, НММ Н. Е. Жуковского)
- Н. М. Семёнова (1972, мрамор, НММ Н. Е. Жуковского)
- В. М. Мясищев (1972, гипс, НММ Н. Е. Жуковского)
- А. И. Жуков (1974, гипс, НММ Н. Е. Жуковского)
- П. О. Сухой (1977, мрамор, НММ Н. Е. Жуковского)
- С. П. Королёв (1981; мрамор)
- В. М. Петляков (1981, бронза, НММ Н. Е. Жуковского)
- М. М. Громов (1982, гипс, НММ Н. Е. Жуковского)

Надгробные памятники
В. И. Вернадскому на Новодевичьем кладбище в Москве (1953).